# Sussaba cognata
Sussaba cognata är en stekelart som först beskrevs av Holmgren 1858.  Sussaba cognata ingår i släktet Sussaba och familjen brokparasitsteklar. Arten är reproducerande i Sverige. Utöver nominatformen finns också underarten S. c. faceta.